# Shadow Play (The Twilight Zone)
"Shadow Play" is een aflevering van de Amerikaanse televisieserie The Twilight Zone.

## Plot

### Opening
Adam Grant, a nondescript kind of man found guilty of murder and sentenced to the electric chair. Like every other criminal caught in the wheels of justice he's scared, right down to the marrow of his bones. But it isn't prison that scares him, the long, silent nights of waiting, the slow walk to the little room, or even death itself. It's something else that holds Adam Grant in the hot, sweaty grip of fear, something worse than any punishment this world has to offer, something found only in the Twilight Zone.
— Rod Serling

### Verhaal
Een man genaamd Adam Grant is veroordeeld tot de doodstraf vanwege een moord. Hij blijft echter bij hoog en laag volhouden dat alles wat hij nu meemaakt een nachtmerrie is die hij al vaker heeft gehad. De advocaten en rechters zijn volgens hem allemaal mensen die hij uit het dagelijks leven kent en die nu onderdeel zijn van zijn droom.
Hierop krijgt Adam de vraag waarom hij zich zo druk maakt over zijn executie als dit toch allemaal maar een droom is. Hij verklaart dat hij nooit een goede nachtrust krijgt daar hij telkens wanneer de executie plaatsvindt schreeuwend wakker wordt.
Ondanks zijn verklaringen wordt Adam toch tot de elektrische stoel veroordeeld. Wanneer de executie plaatsvindt, ziet men dat Adam gelijk had: alles was inderdaad een nachtmerrie. Het scherm wordt langzaam zwart. In de slotscène begint alles weer van voor af aan, behalve dat sommige mensen nu een andere rol hebben (de man die de eerste keer een medegevangene was, is nu de rechter).

### Slot
We know that a dream can be real, but who ever thought that reality could be a dream? We exist, of course, but how, in what way? As we believe, as flesh-and-blood human beings, or are we simply parts of someone's feverish, complicated nightmare? Think about it and then ask yourself, do you live here, in this country, in this world, or do you live instead in the Twilight Zone?
— Rod Serling

## Rolverdeling
- Dennis Weaver: Adam Grant
- Harry Townes : Henry Ritchie
- Wright King: Paul Carson
- Bernie Hamilton: Coley

## Trivia
- The New Twilight Zone bevat een nieuwe versie van deze aflevering.
- Wright King speelde ook mee in Of Late I Think Of Cliffordville.
- Deze aflevering staat op volume 7 van de DVD-set.